# Cissus annamicus
Cissus annamicus är en vinväxtart som beskrevs av François Gagnepain. Cissus annamicus ingår i släktet Cissus och familjen vinväxter. Inga underarter finns listade i Catalogue of Life.